# Secui
Secui – wieś w Rumunii, w okręgu Dolj, w gminie Teasc. W 2011 roku liczyła 1537 mieszkańców.